# Секукинумаб
Секукинумаб — лекарственный препарат, моноклональное антитело. Одобрен для применения: США (2015).

## Механизм действия
ингибитор IL-17A.

## Показания
- умеренная и тяжелая форма бляшечного псориаза у пациентов, которым показана фототерапия или системная терапия
- активная форма псориатического артрита
- Болезнь Бехтерева (Анкилозирующий спондилоартрит)

## Способ применения
подкожная инъекция.